# Lancelot de Brée
 (juillet 2025).
Motif : pas de sources récentes + notoriété non démontrée
- Archive Wikiwix
- Bing
- Cairn
- DuckDuckGo
- E. Universalis
- Gallica
- Google
- G. Books
- G. News
- G. Scholar
- Persée
- Qwant
- (zh) Baidu
- (ru) Yandex
- (wd) trouver des œuvres sur Wikidata

| 1. | Préciser le motif de la pose du bandeau. | Précisez le motif de la pose du bandeau en utilisant la syntaxe suivante : {{admissibilité à vérifier\|date=août 2025\|motif=remplacez ce texte par le motif}}                        |
| 2. | Informer les utilisateurs concernés.     | Pensez à avertir le créateur de l'article, par exemple, en insérant le code ci-dessous sur sa page de discussion : {{subst:avertissement admissibilité à vérifier\|Lancelot de Brée}} |

Armes des Brée : d'argent à deux fasces de sable au sautoir de gueulles brochant sur le tout

Lancelot de Brée, chevalier de l'ordre du roi, seigneur de Fouilloux, Saint-Denis-du-Maine, Montchevrier, Poillé, la Tichonnière, Brullon, le Douet-Sauvage, les Vignes et le Plessis-Brochard, fut Gouverneur du Comté de Laval, mort le 23 avril 1600 au Château de Montchevrier à Nuillé-sur-Vicoin. 

## Biographie
Il succéda en 1559, à François de Brée, son neveu. Ce qui est justifié par la rescousse qu'il fit de la Grillerie le 27 juin 1559 en présence de Guillaume de Quatrebarbes IV, seigneur de la Rongère. 
Par sa mauvaise conduite Lancelot de Brée se trouva réduit aux terres de Fouilloux, de Montchevrier et des Vignes. Charles IX n'avait pas laissé la ville de Laval exposée sans défense aux attaques des protestants; le 14 août 1562, il avait chargé Lancelot de lever les troupes nécessaires à la garde du comté de Laval. Le 25 novembre 1567, il lui avait renouvelé sa commission.
Il vendit la châtellenie de Brûlon et les fiefs du Douet-Sauvage du consentement de Catherine de Chauvigné à Jacques Gaultier, écuyer, seigneur de Launay-Gaultier, paroisse de Grez-en-Bouère, dont les successeurs ont pris le nom de Brûlon ; et la châtellenie de Saint-Denis-du-Maine, à Guillaume de Quatrebarbes IV, seigneur de la Rongère, son neveu, en 1565.
Il vendit à Jean de Froullay, seigneur du dit lieu, son neveu, la terre et seigneurie de Poillé pour 9000 livres du consentement de lad. de Chauvigné et de Guillaume de Quatrebarbes en 1570, par contrat devant Duchemin, notaire. 

### Testament
Il fit son testament devant Jacques le Breton, notaire au comté de Laval, en 1597, nommant ses exécuteurs testamentaires Jean de Froullay, son neveu, et François de Quatrebarbes, sieur de la Rongère, son petit-neveu. Par cet acte il donna 80 livres de rente aux Cordeliers de Laval et 12 livres aussi de rente aux Dominicains de Laval.  
À ce testament il ajouta un codicille passé devant le Mercier, notaire à Laval, 18 juillet 1598, par lequel il confirmait ce qu'il avait fait ci-devant et fit certains dons à Pierre de Quatrebarbes, seigneur de la Rongère, à Lancelot et Guillaume, ses frères, et à Marie de Froullay, sa petite nièce, depuis femme d’Urbain de Montecler, approuvant le contrat de la vente de Poillé qu'il avait faite à Jean de Froullay, qu'il nomme son principal héritier, bien qu'il fût le frère puîné de Louis. 

### Mort
Il faisait sa résidence ordinaire le château de Montchevrier, pour lequel il avait obtenu ainsi que pour ses sujets et tous les paroissiens de Nuillé, des lettres de sauvegarde du seigneur de Lavardin, le 19 juillet 1591, et où il mourut le 23 avril 1600.
Il fut apporté à Laval et enterré dans l'église des Cordeliers de Laval sous une tombe de marbre où il était représenté avec l'écu de ses armes: Fascé d'azur et d'argent de six pièces, au lion brochant sur le tout armé, lampassé et couronné d'or. . Par son testament de l'année 1597, devant Le Breton, notaire à Laval, il donnait aux Cordeliers une rente de 80 livres. 
Ce dernier seigneur du nom de Brée décéda sans alliance à son château de Montchevrier en 1600. Il laisse pour héritiers de sa maison : 
1. Catherine de Brée, dame de Froullay,
2. Olive de Brée, dame de Volue,
3. ou pour mieux dire leurs petits-enfants.

## Source
- Abbé Angot, « Saint-Gervais et Saint-Protais de Brée, monographie paroissiale[4]. », 1884 [5]